# 소오강호 (2001년 드라마)
소오강호(중국어: 笑傲江湖, 병음: Xiào ào jiāng hú 샤오아오장후[*], 영어: Laughing in the Wind 라오칭 인 더 윈드[*])는 2001년 중국 CCTV에 방영된 무협드라마이다.

## 출연진
- 리야펑 - 영호충 역
- 허청 - 임영영 역
- 외자 - 악불군 역
- 묘을을 - 악령산 역
- 이해 - 임평지 역
- 모위도 - 동방불패 역